# Домашна свиня
Домашната свиня (Sus scrofa domestica) е бозайник от разред чифтокопитни. Създадена е благодарение на одомашняване от хората на дивата свиня преди повече от 8 хиляди години и днес се счита за неин подвид. Предполага се, че това е второто одомашнено животно след кучето. Числеността на свинете на Земята наброява около един милиард и това ги прави най-многочислените едри бозайници на планетата. Поради религиозни причини тя е слабо разпространена в някои части на света. В други обаче тя е основният източник за месо и месни продукти. В световен мащаб от свинете се добива най-голям процент месо, а през 2005 година добивът на свинско месо се равнява на 97,2 милиона тона.
Напоследък представители на някои породи придобиват популярност при отглеждането им като домашни любимци. Във Франция обонянието на свинете се използва за откриване на трюфели.

## Класификация
Според съвременните таксономисти домашната свиня се разглежда като подвид на дивата Sus scrofa. Ето защо научното име е Sus scrofa domesticus. През 1777 Йохан Кристиян Еркслебен систематизира домашните свине като отделен вид близкородствен на дивата свиня с името Sus domesticus. Въпреки че това схващане е вече остаряло в много научни трудове може да се срещне и това име описващо домашната свиня.

## Произход и одомашняване
Археологически находки свидетелстват за това, че кости от диви свине са намирани в селища от басейна на река Тигър. Костите на тези свине много наподобяват по големина и форма на тези отглеждани днес на остров Нова Гвинея. Останки от свине на възраст 11 400 години са открити и в Кипър. На острова свине биха могли да попаднат единствено от континенталната част с помощта на човека в процеса на одомашняване. Отделен независим център на одомашняване на свинята е имало и в района на днешен Китай. Високата степен на приспособимост на дивите свине позволила на първобитното човечество да ги одомашни бързо. Свинете били използвани основно като източник на месо, но приложение в бита на хората намирала и тяхната кожа, кости и четина.
ДНК-анализ на зъби и кости от свине открити в разкопки на неолитни селища в Европа показва, че първите домашни свине са били пренесени в Европа от Близкия изток. На стария континент обаче усилено протичал процес на одомашняване на европейската дива свиня и това довело до постепенното заместване на близкоизточните свине с европейски и дори до пренасянето им и в Близкия изток. Археологичеките изследвания показват, че почти навсякъде в Стария свят е вървял процес на одомашняване на дивата свиня, представена с различни подвидове в отделните части на местообитанията си. Втора степен на важност при култивирането на вида е районът на Тихоокеонския регион на Азия. Алтернативен поглед поставя началото на опитомяването им в района на Югоизточна Азия и от там са пренесени на север към Китай. Не е ясно точното място на одомашняване, но данните от генетични изследвания показват, че одомашняването на китайските прасета е започнало около 2000 години по-късно от близкоизточните.
Одомашняването на свинете в различните части от Евразия с течение на времето затвърждава характерни белези сред представителите на определен район като така се създават примитивни породи. Същинското породообразуване и многообразие сред домашните свине възниква едва към края 18 век. Пазарът на месо се разраствал и това принудило селекционерите да подобрят угоителните качества и скорозрелост на наличните породи. Европейските породи свине били едри, устойчиви на неблагоприятни климатични фактори, плодовити и с дебел слой подкожна мазнина. Те обаче притежавали тежки кости, груба кожа и месо. Освен това били къснозрели и не отделяли много мляко при кърмене. Точно като противоположност на тях източноазиатските породи били дребни с тънък слой сланина, но за сметка на това били скорозрели и при лактация отделяли повече мляко, достатъчно да отгледат голям брой прасенца. Положителните качества били затвърдени в резултат на сложно кръстосване между местни английски породи с китайски като във възпроизводството са включени и други европейски породи.
Домашната свиня е пренесена в Северна Америка от Ернандо де Сото и други испански завоеватели. Избягали от фермите прасета обаче бързо подивяват и успяват да колонизират големи части от Северна Америка. Подивели свине избягали от ферми са успели да се интродуцират и на други места по света, където дивата свиня не се среща като Нова Зеландия и северен Куинсланд).

## Разпространение
Домашната свиня произлиза от свободно живеещата в природата дива свиня. Човек е опитомил свинята преди 10 хиляди години. Първите породи домашни свине са били твърде примитивни и не са се различавали от дивите си посестрими. Предполага се, че е имало няколко центъра на опитомяване в Азия и в Европа. Някои от старите породи свине са по-дребни например свинете „двине“ в Индия. Разпространението на домашната свиня е в тясна зависимост от хората. Типичен пример за това са полинезийските домашни свине. Културата на народите на Полинезия е тясно свързана с отглеждането на свине. Те са пренасяни с плавателните съдове при колонизирането на нови острови в Тихия океан. Благодарение на това домашните свине, заедно с кучето и домашната кокошка са били разпространени на повечето полинезийски острови с изключение на Великденския остров, който се оказва твърде далеч на изток и вероятно пренасяните прасета са използвани за храна при дългия преход.
Други са с по-дълъг череп и рило (западноевропейските) или с по-широка и скъсена зурла (средиземноморските и азиатските). Всички породи домашни свине се кръстосват помежду си, защото всички произлизат от дивата свиня, но от различни подвидове. По-късно преселението на народите е допринесло за разпространението и кръстосването на първите породи домашни свине. Днес домашните свине са разпространени на всички континенти като степента на разпространението им зависи от местните традиции на населението и най-вече от преобладаващата религия в района. Породите на свинете се делят основно на три типа – примитивни, преходни и високопродуктивни. Типа на породите оказва влияние и върху начина на отглеждане и концентрацията на свинете. Примитивните породи обикновено са свине, които притежават доста близки черти с предшествениците си. Повечето се отглеждат пасищно извън населени места и се движат в различни по големина стада. Преходните породи обикновено са свине отглеждани в малки лични стопанства. Отглеждат се в затворени помещения или полусвободно, обикновено по няколко. Високопродуктивните свине се огглеждат изцяло в специализирани ферми в затворени помещения. Броят на свинете е голям и на малка площ могат да се отглеждат хиляди глави.

## Общи сведения
Свинята се отглежда заради месото и сланината (от нея се произвежда вторичен продукт, наречен свинска мас). Никое друго животно не расте толкова бързо и не се угоява така добре, както свинята. Новородените малки прасенца не тежат и килограм, но се хранят много лакомо, растат бързо и всеки ден наддават по половин килограм. Едно малко прасенце за една година може при добро хранене да достигне 200 kg. А в края на втората година свинята вече може да тежи и 450 kg. Всяко прасило дава по 12 до 18 прасенца. Най-вкусно свинско месо се получава при така нареченото „угояване за бекон“. При него свинете се хранят с подбрани фуражи, докато достигнат тегло от 92 – 95 kg. Тогава слоят сланина под кожата е дебел само два-три сантиметра и месото е прошарено с ивици крехка сланина. Такова месо се цени най-много. От него се приготвят най-вкусните пушени бутове, шунки, пръжки и други деликатеси.

## Анатомични особености
При съвременните породи свине са се запазили някои биологични особености характерни за дивата свиня. Това са слабото зрение, острия слух, добро обоняние, способността да плуват зле. За разлика от това обаче се е повишила плодовитостта, способността за бърз растеж и нарастване на подкожната тлъстина. При свинете муцуната е удължена и завършва с къса подвижна част наречена рило. То е чувствителен орган позволяващ на свинете да ринат почвата и търсят корени, насекоми и червеи. Зъбната формула на домашната свиня е: {\displaystyle {\tfrac {4(4).1(1).4(3).3}{4(4).1(4).4(3).3}}}
Млечните жлези са 14 разположени по седем в две редици. Космената покривка се нарича четина и при повечето породи е рядка и къса. Само при някои примитивни породи е груба, гъста и дълга. Стомахът е прост, еднокамерен. Свинете са всеядни и могат да консумират както растителна така и животинска храна. По някои анатомични и физиологични особености свинете наподобяват на човек. Поради тази особеност те се използват и като лабораторни животни за медицински и изследователски цели.

### Скелет
Домашните свине имат изключително здрав скелет. Върху костите на тялото се залавят големи и тежки мускулни групи. Селекцията на породите непрекъснато цели баланс между скелета и теглото на прасетата. Тя обаче може да доведе до удължаване на тялото. Пример за това са породите прасета, които са предназначени за бекон. При тях се наблюдава увеличаване на броя на гръдните прешлени и съответно броя на ребрата. При различните породи ребрата варират от 13 до 17 чифта, но обикновено са 14 – 15.

### Обоняние
Обонянието на домашната свиня е сравнително добро и допълнително се поддържа от осезателното рило. Рилото е хрущялен диск на върха на носа, което е пригодено за ровене на земята. На него се намират много осезателни клетки, които позволяват на свинете да намират храна под повърхността на земята. Това им качество се използва и днес при търсене на трюфели в природата.

### Зрение
Зрението на домашната свиня не е добре развито. Очите са разположени от двете части на черепа като осигуряват ъгъл на наблюдение от около 310 °, като на бинокулярната част се падат едва 35 – 50 °. Очните мускули са слабо развити и са причина за ограничените възможности за фокусиране. Домашните прасета са единствените четириноги селскостопански животни, при които липсва светлоотразителната част на ретината, наречена тапетум. Наличието на пръчици и колбички в ретината показва, че домашната свиня има и цветно зрение, но се предполага, че то е доста по-ограничено от това на човека.

### Слух
Слухът при домашната свиня е едно от най-добре развитите сетива. Звукът, доловим за свинското ухо варира в границите между 42 Hz и 40,5 KHz, като най-чувствителни са в диапазона от 250 Hz до 16 KHz. Локализирането на посоката, от която идва звука става, чрез обръщане на главата. Големината на ушната мида варира според породата. Например прасетата от порода ландрас имат огромни и клепнали напред уши. За разлика от тях при породата Йоркшир имат малки и изправени уши.

## Поведение
Поведението на домашните свине е близко по-скоро до това на кучето и човека, отколкото на други одомашнени селскостопански животни като говедата или овцете. По редица поведенчески прояви то би могло да бъде класифицирано като преходно между това на хищниците и високо развитите чифтокопитни. Въпреки че в природата не образуват големи стада домашните свине търсят компания на себеподобни и често се случва да се скупчват като така поддържат физически контакт. Поведенческият характер общ с този на хищниците е този, че преди раждане се стремят да създадат подходящи условия, където да родят малките (въпреки че съвременните производствени системи често не позволяват това). Прасетата ровят с рилото като създават своеобразно гнездо, където да родят. Първоначално изравят вдлъбнатина с приблизителни размери на тялото, а след това свинете събират клонки, треви и листа. Носят ги до подготвеното място като създават меко и удобно място за раждане. След добрата подготовка на условията в гнездото свинята влиза в него и ляга. В това положение ражда и прасенцата. Раждането в легнало положение е друг признак, който отличава свинете от преживните домашни животни, които обикновено раждат прави.
Новородените прасенца са добре развити и в рамките на минути, а понякога и секунди след раждането си започват да сучат. Прасенцата се борят за достигане на сукално зърно, от което се отделя повече мляко. Обикновено това са предните зърна. Веднъж достигнали го се създава определен ред, който прасенцата спазват и не конкурират други от прасилото.
Ако условията позволяват, домашните свине могат да се хранят продължително и след това продължително да спят. За разлика от тях преживните животни се хранят за кратко и спят кратко, но отделят дълъг период от време за да преживят храната. Прасетата са всеядни и са много гъвкави по отношение на храненето си. Те могат да оцелеят и в случаи, когато консумират продължително време една и съща храна, както и остатъци от храна приготвена за консумация от хора. В дивата природа подивели свине се хранят като ровят в търсене на безгръбначни и дребни гръбначни животни, листа, треви, корени, плодове и цветя. Домашните прасета са интелигентни и могат да бъдат обучени да изпълняват множество задачи и трикове. Те се радват и на вниманието на хората като домашни любимци.

## Размножаване
Полова зрялост настъпва на 6 – 7 месец, при скорозрелите дори и на 5 месец. Демонстрира се с разгоненост, която продължава 1 до 3 дни и се повтаря на всеки 21 (18 – 24). Първото заплождане на свинете започва на 8 – 9 месечна възраст при тегло равняващо се на 50 – 60% от масата при завършване на растежа.
Обикновено половата зрялост се дели на физиологична и стопанска. Физиологичната полова зрялост при прасетата започва с появата на първите признаци на половите рефлекси, първите признаци на полово влечение и първата разгоненост при свинете, която най-често е без овулация. На тази възраст свинете не се използват за разплод поради това, че все още са недоразвити, а качеството на половите клетки е ниско. Стопанската полова зрялост представлява възрастта, при която свинете се заплождат за пръв път.
Разгонеността при свинете може да се проявява по два основни начина:
- Нормална разгоненост. Свинете са неспокойни, скачат една върху друга, движат се неспокойно, а апетитът им намалява.
- Тиха разгоненост. Свинете лежат в ъгъла на бокса, заравят главата си в постелята, не ядат и приличат на болни.

Покриването е естествено от нерез или изкуствено като се използва добита семенна течност.
Бременността продължава 114 дена (3 месеца, 3 седмици и 3 дни), а периодът до следващото заплождане е от 26 до 60 дена. След като прасетата биват отбити разгонеността настъпва между 3 – 5 ден. Раждането продължава около 2 до 5 часа с по-големи или по-малки отклонения и протича обикновено нощем. Прасетата се раждат в интервал от 5 до 15 минути. По този начин една свиня може да се опраси 2 или 3 пъти в рамките на една година. Раждат 10 – 12 прасенца, но често техния брой достига и до 14 – 16.

## Заболявания

### Канибализъм
В животновъдните науки подивяването (от дивак) е агресия, обикновено включваща канибализъм и детеубийство на новороденото потомство от животното-майка. Това е особено разпространено сред прасетата, където това се появява при 5% от младите женски свине. Някои атаки срещу новородените прасенца не са фатални, докато други включват смърт и евентуална консумацията на прасенцата от майката. Смята се, че 50% от смъртните случаи се дължи на майка свиня атакуваща или неволно смачкваща новороденото предварително отбито животно.
Подивяването има отрицателен ефект върху свиневъдството. Усилията да го отстранят включва допълнителни грижи и внимание към свинята майка. Агресивното поведение може да се дължи на страх, дискомфорт, и нехигиенични условия.

## Свинята в религиите, традициите и фолклора
- Китай – част от жизнения цикъл на китайския календар
- Християнство – символ на сатаната, сладострастието и ненаситната лакомия
- Република Конго – символ, носещ щастие

## Термини и фразеологизми
Отглеждането на свине от човека е допринесло до възникването на думи характеризиращи ги според възрастта и физиологичното състояние. Начинът на отглеждане и помощните съоръжения свързани с това също са свързани с термини, които да ги описват.
Според възрастта и категорията си свинете биват:
- Нерез – мъжко некастрирано животно в разплодна възраст.
- Свиня-майка – женска свиня след първото опрасване.
- Свиня майка кърмачка – женска свиня, между периода на опрасване и кърмене на бозайниците.
- Сухостойна свиня – свиня между отбиването на нейните бозайници и забременяването.
- Ремонтна свиня – отраснали свине от двата пола, които са оставени за разплод.
- Прасе-сукалче, бозаещо прасе – прасета, наричани в периода от раждането до отбиването.
- Отбито прасе – отраснали прасенца отбити от майката и преминали към твърда храна.
- Подрастващо прасе – от отбиването до възраст 10 седмици.
- Свиня за доотглеждане – свиня от 10 седмици до клане или чифтосване/осеменяване.
- Прасе за угояване – големи прасета хранени с цел бързо достигане на кланично тегло.
- Кастрат – мъжки и женски прасета кастрирани на различна възраст. Обикновено нерезите изключени от разплод се кастрират няколко седмици преди клането с цел подобряване миризмата на месото.
- Шопар – угоена свиня.

При домашни условия свинете се отглеждат от едно до няколко в сграда наречена „кочина“. Обикновено прасетата отглеждани при такива условия се наричат „коледници“, поради факта, че отгледани през годината се колят в дните около Коледа. В промишленото свиневъдство се отглеждат хибридни високопродуктивни свине в свинеферми с различен капацитет съставени от една или няколко сгради. В тези сгради свинете се отглеждат предимно боксово. Някои примитивни породи като Източно-балканската и Иберийската свиня се отглеждат при пасищни условия. Свинете образуват стадо, което в миналото е наричано „черда“, водено от пастир.
- Нерез
- Свиня-майка с прасета-сукалчета
- Подрастващи прасета
- Прасета за доотглеждане
- Мъжки кастрат
- Шопари

## Свинско месо
Свинското месо е едно от основните видове месо, което се консумира от жителите в цял свят. Причината за това е, че лесно и бързо могат да се отглеждат свине – оборотът в свиневъдството е значителен, а кулинарните качества на добитото месо са добри. Свинското месо е бледорозово на цвят с подкожни тлъстини. На вкус се отличава със значителна крехкост, а по отношение на мазнините е по-тлъсто за разлика от говеждото и овчето. За консумация обикновено се ползва месо добито от угоени прасета, обикновено кастрирани и достигнали кланично тегло. Месото от възрастни свине-майки и мъжки некастрирани прасета също е годно за консумация, но вкусовите му качества са значително намалени. Месото се консумира сурово, печено, варено, сушено, мляно или със запазена структура. Влага се в производството на разнообразни колбаси и консерви. Кулинарните рецепти, в които се влага свинско месо са неизброими.

## Свинята като домашен любимец
Виетнамските шкембести прасенца са дребна порода свине, които от средата на 20 век са отглеждани и като домашни любимци в САЩ. Като малки прасенцата изглеждат като плюшени играчки, но бързо порастват и за това им е необходимо повече пространство.